# Wilfried Balima
Wilfried Benjamin Balima (Bobo-Dioulasso, 20 marzo 1985) è un allenatore di calcio ed ex calciatore burkinabé, di ruolo centrocampista, tecnico in seconda dello Sheriff Tiraspol
Dal 2020 è vice-allenatore dello Sheriff Tiraspol, squadra moldava nella quale, da giocatore, è il primatista di reti segnate.

## Palmarès

### Giocatore

#### Club

##### Competizioni nazionali
- Coppa del Burkina Faso: 1

Ouagadougou: 2005
- Supercoppa del Burkina Faso: 1

Ouagadougou: 2004-2005
- Campionato moldavo: 13

Sheriff Tiraspol: 2005-2006, 2006-2007, 2007-2008, 2008-2009, 2009-2010, 2011-2012, 2012-2013, 2013-2014, 2015-2016, 2016-2017, 2017, 2018, 2019
- Coppa di Moldavia: 7

Sheriff Tiraspol: 2005-2006, 2007-2008, 2008-2009, 2009-2010, 2014-2015, 2016-2017, 2018-2019
- Supercoppa di Moldavia: 5

Sheriff Tiraspol: 2005, 2007, 2013, 2015, 2016

##### Competizioni internazionali
- Coppa dei Campioni della CSI: 1

Sheriff Tiraspol: 2009

#### Individuale
- Capocannoniere del campionato moldavo: 1

2011-2012 (18 reti)

### Allenatore
- Campionato moldavo: 3

Sheriff Tiraspol: 2020-2021, 2021-2022, 2022-2023
- Coppa di Moldavia: 2

Sheriff Tiraspol: 2021-2022, 2022-2023